# (9128) Takatumuzi
(9128) Takatumuzi – planetoida należąca do wewnętrznej części pasa głównego asteroid okrążająca Słońce w ciągu 3 lat i 102 dni w średniej odległości 2,21 j.a. Została odkryta 30 kwietnia 1998 roku w obserwatorium w Nanyo przez Tomimaru Ōkuniego. Nazwa planetoidy pochodzi od góry Takatumuzi (693 m n.p.m.), położonej we wschodniej części miasta Nanyo, prefektura Yamagata. Przed nadaniem nazwy planetoida nosiła oznaczenie tymczasowe (9128) 1998 HQ52.